# Pseudagrion pilidorsum
Pseudagrion pilidorsum là một loài chuồn chuồn kim trong họ Coenagrionidae.
Pseudagrion pilidorsum được Brauer miêu tả khoa học năm 1868.